# Marat Nyýazow
Marat Ataýeviç Nyýazow (* 28. September 1933 in Aşgabat, Turkmenische SSR; † 8. April 2009 ebenda) war ein turkmenischer Sportschütze, der für die Sowjetunion aktiv war.

## Erfolge
Marat Nyýazow nahm mit dem Kleinkalibergewehr an den Olympischen Spielen 1960 in Rom in zwei Disziplinen teil. Im liegenden Anschlag belegte er mit 585 Punkten den neunten Platz. Im Dreistellungskampf erzielte er 1145 Punkte, sodass er hinter Wiktor Schamburkin und vor Klaus Zähringer die Silbermedaille gewann. Er war damit der erste Turkmene, wenn auch unter sowjetischer Flagge, der eine olympische Medaille gewann.
Bei drei Weltmeisterschaften sicherte sich Nyýazow insgesamt 20 Medaillen und wurde dabei, stets mit der Mannschaft, insgesamt siebenmal Weltmeister. 1958 in Moskau wurde er jeweils in den Einzelkonkurrenzen mit dem Kleinkaliber im Dreistellungskampf und im knienden Anschlag Vizeweltmeister, in den Mannschaftswettbewerben gewann er im Dreistellungskampf mit dem Freien Gewehr den Titel, sowie mit dem Kleinkaliber im Dreistellungskampf, im stehenden Anschlag, im liegenden Anschlag und im liegenden Anschlag über zwei Distanzen. Im liegenden Anschlag mit dem Kleinkaliber belegte er mit der Mannschaft den dritten Platz. 1962 in Kairo wurde er im Dreistellungskampf und im knienden Anschlag mit dem Kleinkaliber abermals Zweiter im Einzel, während er im jeweiligen Mannschaftswettbewerb die Goldmedaille gewann. Sechsmal wurde Nyýazow bei den Weltmeisterschaften 1966 in Wiesbaden Vizeweltmeister: erneut in den Einzelkonkurrenzen im Dreistellungskampf und im knienden Anschlag mit dem Kleinkaliber sowie in den Mannschaftswettkämpfen mit dem Kleinkaliber im knienden Anschlag, im stehenden Anschlag und im Dreistellungskampf und mit dem Freien Gewehr im Dreistellungskampf. Im Einzel des liegenden Anschlags mit dem Freien Gewehr belegte er ebenso den dritten Platz wie mit dem Kleinkaliber im Mannschaftswettbewerb des liegenden Anschlags. Dreimal wurde Nyýazow in Mannschaftswettbewerben Europameister, während er in Einzelkonkurrenzen zweimal Bronze gewann. Zwischen 1957 und 1964 gewann er neun sowjetische Meistertitel im Einzel.
Nach seiner aktiven Karriere arbeitete er in Aşgabat als Schießsporttrainer.